# Radio libre en France
Pour les articles homonymes, voir Radio libre (homonymie).
Le phénomène des radios libres, expression initialement synonyme de radios pirates, est un mouvement qu'ont entraîné les radios émettant clandestinement dans les années 1970 en Europe pour revendiquer la liberté d'expression et la fin des monopoles d'État dans le domaine de la radio et de la télévision (effective en 1981). Un terme dont s'est ensuite prévalu un certain nombre de radios associatives non commerciales, héritières et continuatrices de ce mouvement.

## Historique

### La remise en question du monopole d'État
Le mouvement des radios libres démarre essentiellement en Italie, avec par exemple Radio Alice, puis en Grande-Bretagne, avec principalement la célèbre Radio Caroline, qui a émis depuis un bateau situé dans les eaux internationales ou encore Radio North Sea International (dite radio Noordzee) qui diffuse depuis une île artificielle au large des Pays-Bas. En France, la radio et la télévision sont jusqu'en 1981 sous monopole et tutelle de l'État, via le ministère de l'Information, lequel dirige l'ORTF jusqu'en 1974, puis sous forme de sociétés nationales (TF1, Antenne 2, FR3, Radio-France...), avec quelques exceptions, comme celle de Lorraine cœur d'acier émettant en dehors du cadre légal.

#### Émergence de radios périphériques en grandes ondes
En France avant 1940, une dizaine de stations de radio indépendantes et commerciales ont commencé à émettre à partir du milieu des années 1920. Toutefois, après la Seconde Guerre mondiale, un monopole d'État est rétabli. À partir des années 1950, il est progressivement « aménagé » et contourné de facto, par quelques stations indépendantes qui commencent à émettre hors de France (à l'exception toutefois de Radio Monte Carlo - RMC dont le puissant centre émetteur est situé en France, en Provence sur les hauts plateaux du Verdon, à Roumoules, proche du lac de Sainte-Croix). Ces radios sont bientôt qualifiées de radios périphériques car elles diffusent depuis le Luxembourg (Radio Luxembourg devenue RTL), l'Allemagne (Europe no 1 devenue Europe 1), la principauté de Monaco (RMC) ou encore l'Andorre (Sud Radio/Radio Andorre). Grâce à la gamme de fréquences en ondes longues, elles émettent sur plusieurs centaines de kilomètres à travers les frontières. Ces sociétés commerciales ne peuvent faire l'objet d'aucune poursuite puisqu'elles ne diffusent pas depuis le territoire national[Lequel ?]. Ces antennes ne participent pas au mouvement des radios « libres » mais s'inscrivent d'emblée dans une logique purement commerciale. Elles bénéficient d'une grande popularité due à leur relative indépendance de ton et leur programmation musicale. À cette époque, la bande FM permet un meilleur confort d'écoute mais ne porte que sur une soixantaine de kilomètres. La suprématie des ondes reste encore à la modulation d'amplitude (AM) du fait des millions de récepteurs qui peuvent capter ces fréquences.

#### CB, réseau téléphonique et pirates en FM locale
À partir de 1974, à la suite d'une faille dans la réglementation italienne qui a permis l'émergence de milliers de stations FM et de télévisions locales, le coût de l'équipement (émetteurs et antennes) commence à devenir accessible. Durant la même période, deux phénomènes permettent au public de goûter à « l'expression directe » et à la communication ; la Citizen Band (émetteurs/récepteurs sans licence et ouvert à tous) et le « réseau téléphonique » (la nuit ou le week-end en appelant le standard téléphonique de certaines grandes sociétés, il est possible d'échanger des propos entre deux tonalités d'appel pour les « connecter sans dépenser une seule taxe téléphonique »). Ces deux modes de communication posent rapidement des problèmes au pouvoir car ils ne peuvent pas être facilement maîtrisés à cette époque.
En parallèle, une dizaine de stations de radio FM « pirates » sont installées dans des appartements, au sommet d'une butte ou d'une tour qui domine une agglomération. Dès 1969, Radio Campus va émettre. À partir de 1978, les émissions FM clandestines se multiplient dans toutes les régions de France. Inspirés par la pionnière station maritime Radio Caroline qui, émettant en AM sur la bande Ondes Moyennes, a arrosé de musique pop toute l’Europe du Nord (en compagnie de quelques autres stations maritimes anglaises moins célèbres, installées elles aussi sur des navires ou d'anciennes plates formes de forages), certains groupes d’activités s’ingénient à vouloir briser le monopole des ondes défendu par l’État. En 1975, la revue Interférences rassemble et coordonne plusieurs de ces groupes. Un accord avec « Les Amis de la Terre » de Brice Lalonde permet à Antoine Lefébure de lancer officiellement Radio Verte le 13 mai 1977, comme une émanation logique de la revue Interférences. 
Durant la présidence de Giscard d'Estaing, les gouvernements Chirac puis Barre réagissent immédiatement par le brouillage, tandis que des juges procèdent à plusieurs inculpations, mais la presse relaie largement la « bataille des radios libres ». Des dizaines d'autres stations illégales se multiplient comme Radio Onz'Débrouille, Radio 93, Radio Bastille à Paris ou Radio Libre 44 à Nantes, Radio Campus à Villeneuve-d'Ascq, Radio Canut à Lyon. Peu de temps après, plusieurs centaines de stations mènent entre 1978 et 1982, une véritable guérilla des ondes. On verra même des giscardiens dissidents créer Radio Fil Bleu à Montpellier. Certaines stations sont créées autour de luttes spécifiques pour faire entendre la voix des grévistes : cas, par exemple, de Lorraine cœur d'acier, fondée à l'initiative de la CGT de Longwy pour protester contre la fermeture d'usines sidérurgiques (en parallèle de la CFDT de Longwy qui a déjà créé la radio SOS Emploi).
Afin de coordonner le mouvement des radios libres, les pionniers et initiateurs de Radio Verte, Radio Ivre, Radio Ici et Maintenant ! et de quelques radios historiques créent l’Association pour la libération des ondes (ALO) soutenue par des intellectuels comme Gilles Deleuze et Umberto Eco. L’association fait réaliser ou adapter des émetteurs FM bon marché et puissants par ses techniciens, multiplie les contacts internationaux avec les radios légalisées d’Italie et les pirates anglais. Une rencontre internationale des radios libres est organisée à Longwy rassemblant radios militantes et stations commerciales. Félix Guattari se sépare de l’ALO pour créer, avec l'appui de Radio 93 (Jean Ducarroir et Patrick Farbiaz), la Fédération Nationale des Radios Libres (FNRL) résolument hostile à tout financement publicitaire.
L’opposition socialiste soutient le combat des radios libres pour la liberté d’expression sans pour autant promettre la fin du monopole. Néanmoins, la création par des militants socialistes de Radio Riposte et l’inculpation de François Mitterrand et de Laurent Fabius crée un précédent. La multiplication des opérations de police souvent spectaculaires contre les émetteurs illégaux, suscite la désapprobation générale. L'élection de Mitterrand lors de l'élection présidentielle française de 1981 fait espérer une « libéralisation des médias ».
En 1981, le nouveau pouvoir socialiste considère pourtant avec une certaine méfiance l’essor anarchique des radios libres et surtout de toutes obédiences politiques. Ce nouveau média pouvant être utilisé aussi par la Droite (présente à Radio Solidarité, puis à Radio Courtoisie) désormais dans l’opposition, il faut donc le limiter voire éliminer. Par ailleurs, la presse quotidienne régionale défend avec vigueur son monopole des ressources publicitaires locales auprès du Premier ministre Pierre Mauroy. Ainsi, le brouillage persiste après mai 1981 sur quelques stations (notamment la populaire et puissante RFM, également sur Radio K émettant en français depuis San Remo vers le sud de la France), et les premières propositions de libéralisation imposent aux stations indépendantes des puissances d’émission limitées à quelques dizaines de watts et l’interdiction de toute ressource publicitaire. Cependant sur le terrain, la situation devient irréversible avec des centaines de stations FM qui émettent au grand jour (Radio Star, Vintage 103.4), bien décidées à ne pas être supprimées ou à réduire leur puissance d'émission. On est alors parfois en effet déjà bien au-delà avec des puissances confortables (2000 W pour Gilda, 10 kW pour RFM). 
En avril-mai 1981, une troisième chaine musicale apparaît sur les émetteurs de la Radio suisse romande – vacants la nuit –, et captée dans tout l'Est de la France : Egale 3, La 3, devenue Couleur 3.  Celle-ci ne sera pas brouillée par TDF. Ensuite cette radio a été relayée en France par la société Virage radio ; Couleur 3 ayant trouvé dans la zone frontalière de Lyon à Strasbourg un vivier d'auditeurs inconditionnels, lesquels, déçus par la « morne plaine » des réseaux français, furent séduits par le son décalé et très professionnel venant des studios jumeaux de Lausanne et Genève.

### Légalisation des radios locales privées
Pour des motifs techniques et de moyens limités (TDF a pour mission de brouiller certaines stations FM), la maîtrise impossible des fréquences se traduit rapidement par des nuisances entre radios ; soit à cause d’émetteurs de médiocre qualité ou mal réglés ou encore d'une course à la puissance, soit avec l'appui des groupes de presse régionaux et nationaux, lesquels voient dans les radios communautaires, de véritables menaces pour leurs recettes publicitaires.

#### Création d'une autorité de régulation
À partir de 1982, la bande FM devient l’objet de convoitise de groupes commerciaux et le Gouvernement est sommé, notamment pour des raisons techniques et de confort d’écoute, de mettre de l’ordre et d’attribuer rationnellement les fréquences de la Bande FM. Une Commission consultative des radios locales privées, puis une Haute Autorité de la communication audiovisuelle, ancêtre de l'Arcom actuelle est créée.
En 1983, elle décide l'interdiction et la saisie de certaines radios libres, en particulier celles pouvant être d'inspiration plus ou moins libertaire comme Carbone 14, Radio mouvance, Radio voka et, bien sûr, Radio libertaire.  La plupart des stations FM indépendantes historiques disparaissent, Radio libertaire étant la seule à arracher les scellés placés sur la porte de son studio et réémettre une semaine après la passage des C.R.S. (temps nécessaire à la remise en état du lieu). La plupart des stations « élues » entrent de plain-pied dans une logique commerciale concurrentielle.
Devant la pléthore de demandes d’autorisation, la Haute Autorité établit des cahiers des charges concernant les programmes et visant à maintenir une pluralité de contenu (notamment pour la justification des ressources), certains critères de qualité (quotas de programmes d'origine française ou francophone pour défendre la production artistique nationale), le respect de normes techniques pour l'interopérabilité des récepteurs et la stabilité des fréquences autorisées, et une stricte délimitation des zones de couverture et des puissances afin d'éviter les brouillages entre radios voisines, publiques ou non, le respect des droits d'auteur (écoute et surveillance des émissions), une concurrence équitable, et la protection légale des licences autorisées contre les abus.
La radio devient alors un véritable marché commercial concurrentiel dans un cadre légal strict, mais encore critiquable à cause du manque d'indépendance de l’Autorité, notamment en matière de règlementation de la télévision (car ses membres sont nommés et révoqués par le gouvernement souvent dans la sphère politique sans faire appel aux professionnels, ceci favorisant trop l'offre publique jugée protectionniste). D’autre part, l’attribution des fréquences ne se fait toujours pas sur la base d'appels d'offres publics ouverts et transparents, la Haute Autorité ne motivant pas toujours ses décisions ou appliquant parfois des règles différentes ou changeantes, et impose des sanctions discriminatoires entre radios pour les mêmes faits, souvent à cause du flou juridique dans lequel elle opère et qui nécessite encore trop l'appel au dispositif réglementaire gouvernemental pour faire appliquer ses décisions.
En 1986, la Haute Autorité est remplacée par la Commission nationale de la communication et des libertés (CNCL). Les autorisations de fréquences rendues par la CNCL en 1987 font l'objet de plusieurs scandales : d'abord la part belle accordée aux stations commerciales et le peu de cas fait aux continuatrices des radios libres, les radios associatives non commerciales ; mais également le peu de transparence dans le choix des fréquences. Une petite station associative, Radio Laser, qui fait partie des radios exclues, engage ainsi un procès contre Radio Courtoisie pour « corruption active » de la CNCL et les membres de la CNCL sont parallèlement poursuivis pour « forfaiture ». Michel Droit, alors membre de la Commission, est particulièrement visé - il obtiendra un non-lieu par le tribunal de Rennes en 1988, après de multiples péripéties judiciaires.
Très affaiblie par ces controverses, la CNCL est remplacée en 1989 par le Conseil supérieur de l'audiovisuel (CSA) qui obtient des compétences accrues, une plus grande indépendance d'action, et un meilleur appui juridique pour appliquer ces décisions. À la règlementation par le gouvernement succède alors la loi du marché, où le CSA dispose d'un pouvoir de décision plus important mais agit surtout comme un médiateur où intérêts publics et privés sont concertés entre les différents acteurs du marché et avec plus de transparence.

#### Concentration et création de réseaux de radios
Bon nombre de radios qui se sont appuyées sur le mouvement des radios libres prennent néanmoins un tournant commercial dès le milieu des années 1980. Un certain nombre de réseaux se créent à partir de ces années : les « grandes » stations de radios deviennent la propriété de puissants groupes de communication (tels NRJ ou Fun Radio) capables de vendre leur programme à nombre de stations locales (ce qui leur évite ainsi d’acheter des droits de diffusion à prix prohibitif et leur permet d'obtenir certains marchés publicitaires grâce à l'apport de la régie publicitaire du groupe).
Certaines radios locales conservent leur nom et une tranche de programmation locale. Le CSA a légalisé la concentration des locales en « réseaux de radios indépendantes ». Beaucoup sont alimentés par l'achat de programmes à des groupes (hormis pour la publicité locale). Le rôle du CSA est de veiller à la pluralité et d'éviter la création de monopoles par agrégation au sein du même réseau de plusieurs radios autorisées dans le même secteur. Ainsi de grands groupes se sont constitués sur les ruines fumantes des pionnières, épuisées par le manque d'argent et peut être aussi par leur poésie jusque dans la gestion.
Dans les années 1990 et 2000, certaines stations fusionnent leurs activités au sein de ces réseaux, ou sont achetées par celles disposant d'une régie publicitaire plus puissante offrant la couverture demandée par les annonceurs. D’autres s’organisent en syndicats non commerciaux permettant à chacune de conserver leur indépendance en termes de programmation, le regroupement permettant de financer des programmes communs ou d’offrir une couverture mieux adaptée aux annonceurs, et d'assurer une promotion mutuelle auprès de leurs auditeurs.
Le résultat de ces petits arrangements entre gens de bonne compagnie a donné une FM que certains peuvent qualifier de trop standardisée, trop uniforme.[non neutre]

### Résistance du tissu de radios associatives
Des dizaines de radios associatives, à vocation locale, sociale et culturelle, en marge des logiques commerciales, ont lutté pour maintenir leurs activités ou se sont créées plus récemment, notamment dans les régions. Cette situation concerne par exemple,RCF (Radio Chrétienne Francophone), Radio Courtoisie, Radio Notre-Dame, Radio Ici et Maintenant !, Radio Néo, Aligre FM, Radio libertaire ou Fréquence Paris Plurielle à Paris, d’Antenne d'Oc dans le Lot, de Ràdio País à Poey de Lescar (Pau, Béarn), de RVR (Radio Val de Reins) à Amplepluis dans le Rhône, de Radio Canut à Lyon, de Radio Saint-Ferreol à Crest, de Radio Dio à Saint-Étienne, de Coloriage à Montbard, de Radio Ellebore à Chambéry, de Radio Prun' à Nantes, de Radio Zinzine (1981), Canal Sud, Radio Galère et Fréquence Mistral dans le Sud-Est, de Radyonne FM à Auxerre, de Radio Primitive à Reims, Radio Coup de Foudre à Carrouges, MAXXI ONE dans le Finistère à Rosporden, Radio Activ' dans les Côtes d'Armor, Radio Clapas et Divergence FM à Montpellier, Radio Pulsar à Poitiers, Radio Béton à Tours, Radio Cagnac dans le Tarn, dans la Haute-Saône Fréquence Amitié ou Radio Vintage, CFM Radio Nord Midi-Pyrénées (Caylus, Caussade, Cordes, Montauban, Villefranche de Rouergue, Rodez),Radio St Affrique (créé en 1981) et radio larzac (toutes deux dans le sud aveyron) Radio Bartas (Lozère) et Diversité FM (en Bourgogne-Franche-Comté et Grand-Est), Radio M à Montélimar.
Les radios associatives non commerciales sont notamment soutenues par le Fonds de soutien à l'expression radiophonique (FSER). Elles sont autorisées à diffuser de la publicité, jusqu'à hauteur de 20 % de leur budget - un certain nombre de stations, attachées à leur totale indépendance éditoriale, refusent cependant d'employer cette ressource. 
D'autres radios à caractère religieux adoptent également le statut associatif. Les radios chrétiennes, comme Radio Dialogue à Marseille mais aussi dans toute la France et les pays francophones, produisent et diffusent des programmes d'informations religieuses et générales sous le label COFRAC.
Divers syndicats et fédérations existent actuellement, comme la Confédération Nationale des Radios Associatives (CNRA), le réseau IASTAR (qui regroupe les radios Campus), la Fédération des Radios Rock (Férarock), et le plus important, le Syndicat national des radios libres (SNRL), créé en 2004 a pris la suite de la Confédération Nationale des Radios Libres (CNRL), veut s’inscrire dans la continuité de la Charte des radios libres qui regroupe en 2004 plus de 283 radios associatives. Les radios se regroupent également au sein de fédérations régionales.
En 2008, à l'occasion du lancement de la Radio Numérique Terrestre (RNT), une petite coordination s'est créée, Radios en lutte, manifestant l'inquiétude de certaines radios libres, vis-à-vis de ce changement de mode de diffusion qui, selon la Coordination, les met en danger : coût plus élevé du matériel, et surtout instigation des grandes radios pour faire adopter la norme T-DMB qui fait une sélection par les moyens et limite les places disponibles parce que gourmand en bande passante (le T-DMB étant aussi un standard de télévision...). En revanche, le SNRL a financé plusieurs expérimentations, dont l'une au sommet de la Tour Pleyel à Paris, son quartier général, qui tendent à démontrer que la radio numérique est accessible avec une norme non propriétaire, le DAB+, qui permet un enrichissement du média. Ce syndicat est à la tête de Digital Radio (DR), un regroupement de divers opérateurs industriels, et participe activement au WorldDMB (en) et au DRM consortium, vastes regroupements favorables à la numérisation dans Bandes historiques (I et II) de la radio, et à celle de la Bande III, que le syndicat nomme la « nouvelle frontière » de la radio.

## Dans la culture
- La répression par Valéry Giscard d'Estaing des radios libres Lorraine cœur d'acier et Radio-Quinquin, sur fond de désindustrialisation forcée, sert de toile de fond au téléfilm policier de 2020 Les Ondes du souvenir, succès populaire avec une audience leader de 5,4 millions de téléspectateurs[4].
- Une journée dans les studios de la radio libre Carbone 14 est filmée dans le documentaire Carbone 14 le film.